# Копица Анна Миколаївна
Анна Миколаївна Копица (16 жовтня 2007) — українська гімнастка, майстер спорту України зі спортивної гімнастики, представниця Кропивницького. Виступає за Кіровоградську обласну спеціалізовану дитячо-юнацьку спортивну школу олімпійського резерву «Надія».

### Досягнення
- Чемпіонка України в командному заліку (2023) у складі команди Кіровоградської області разом з Діаною Савельєвою та Анастасією Задворною[2].
- Переможниця Кубка України зі спортивної гімнастики (2024) у Кропивницькому в командному заліку разом з Анастасією Задворною та Вікторією Іваненко
- Срібна призерка чемпіонату України зі спортивної гімнастики 2024 року у командній першості[3][4].
- Срібна медалістка на опорному стрибку та золота медалістка на вправах на колоді на Кубку України (2024).
- Бронзова медалістка на вільних вправах на ІІІ літній Гімназіаді України (2021).
- Бронзова медалістка в багатоборстві на відкритому чемпіонаті області (2017) серед кандидаток у майстри спорту.